# Horror in the High Desert
Série
Horror in the High Desert 2: Minerva
(2023)
Pour plus de détails, voir Fiche technique et Distribution.
Horror in the High Desert est un film américain réalisé par Dutch Marich et sorti en 2021.

## Synopsis
En juillet 2017, Gary Hinge, passionné de randonnée, disparaît mystérieusement lors d'une sortie qui sera celle de trop. 3 ans plus tard, ses proches et des enquêteurs reviennent sur cette étrange affaire et ce qui est réellement arrivé à Gary.

## Fiche technique
- Titre original : Horror in the High Desert
- Réalisation : Dutch Marich
- Scénario : Dutch Marich
- Musique : Joseph Carrillo
- Société de production : Luminol Entertainment, Maya Aerials
- Société de distribution :
- Pays d'origine :  États-Unis
- Langue originale : anglais
- Genre : horreur, mystère,thriller
- Durée : 82 minutes
- Date de sortie : 2021

## Distribution
- Suziey Block : Gal Roberts
- Eric Mencis : Gary Hinge
- David Morales : William 'Bill' Salerno
- Tonya Williams Ogden : Beverly Hinge
- Errol Porter : Simon Rodgers